# Bartolomeo Maggi
Bartolomeo Maggi, o Maggio, in latino Bartholomeus Maggius (Bologna, agosto 1477 – Bologna, 7 aprile 1552), è stato un medico e anatomista italiano rinascimentale.

## Biografia
Dopo aver insegnato Anatomia ed esercitato la chirurgia a Bologna, Bartolomeo Maggi venne chiamato a Roma, come archiatra di papa Giulio III.
In veste di medico dell'esercito pontificio, partecipò all'assedio della Mirandola insieme al collega Giovanni Francesco Rota. Nei campi di battaglia, in particolare, aveva avuto modo di affinare la sua conoscenza teorica e pratica sulle amputazioni.  
La sua opera più importante è un trattato sulle ferite da arma da fuoco.